# Andrea Kvetová
Andrea Květová (ur. 27 lutego 1984 w Pradze) – czeska lekkoatletka specjalizująca się w rzucie oszczepem.
W 2001 roku zdobyła brązowy medal mistrzostw świata juniorów młodszych. Rekord życiowy: 54,85 (12 czerwca 2008, Des Moines).